# Хомутинино (Псковская область)
Хомутинино — деревня в Островском районе Псковской области. Входит в состав Островской волости.
Расположена на реке Щепец, в 12 км к северу от центра города Остров.
| 2001 | 2002 | 2010 |
| ---- | ---- | ---- |
| 0    | →0   | →0   |

## История
Деревня до апреля 2015 года входила в состав ныне упразднённой Волковской волости района.